# Урок літератури
«Урок літератури» — радянська трагікомедія режисера Олексія Корєнєва, знята на кіностудії «Мосфільм» в 1968 році за мотивами оповідання Вікторії Токарєвої «День без брехні».

## Сюжет
Молодий вчитель літератури (в оповіданні — вчитель французької мови) не любить свою роботу. Він відчуває, що має щось змінити в житті. І якось він вирішує казати тільки правду: це рішення призводить до низки непорозумінь у школі, а також — до розриву з нареченою. Оповідь відносно коротка, тому в сценарії, для зйомок повнометражного фільму, з'явилися додаткові сюжетні лінії. Так, епізод з Колею Собакіним (в оповіданні мав звичай на початку уроку сидіти на верхній перекладині шведської стінки) розвинувся в довшу гілку сюжету з бабусею. Вчитель фізики Ігор Раймондович (на прізвисько «Поні») в оповіданні іменувався Олександром Олександровичем; діти ж звали його «Сандя». Введені також журналістка Олена, письменниця Анна Тюріна, батьки кількох учнів та ін.

## У ролях
- Євген Стеблов —  молодий вчитель літератури Костянтин Михайлович
- Леонід Куравльов —  Савелій Сидоров
- Інна Макарова —  завуч Віра Петрівна
- Валентина Малявіна —  Ніна Вронська
- Євген Леонов —  батько Ніни, Павло Петрович Вронський
- Лариса Пашкова —  мама Ніни, Марія Василівна Вронська
- Любов Добржанська —  письменниця Анна Тюріна
- Готліб Ронінсон —  вчитель фізики на прізвисько «Поні», Ігор Раймондович
- Вікторія Федорова —  журналістка Олена
- Микола Парфьонов —  завгосп школи Пантелій Іванович
- Ніна Агапова —  мати учня
- Родіон Александров  батько Колтакова
- Тетяна Гаврилова —  Гракіна
- Катерина Мазурова —  бабуся Колі Собакіна
- Андрій Миронов —  Фелікс
- Аліна Покровська —  епізод
- Віра Попова —  тітка Паша
- Світлана Старикова —  офіціантка

## Знімальна група
- Автор сценарію: Вікторія Токарєва
- Режисер-постановник:  Олексій Корєнєв
- Головний оператор: Володимир Мейбах
- Художник-постановник: Совет Агоян
- Композитор:  Едуард Артем'єв
- Звукооператор: О. Буркова
- Диригент:  Емін Хачатурян
- Художній керівник:  Ельдар Рязанов
- Директор картини: Г. Лукін